# ISO 3166-2:UZ

Provinzen, Hauptstadt und Teilrepublik in Usbekistan

Die Liste der ISO-3166-2-Codes für  Usbekistan enthält die Codes für die zwölf Provinzen, die Hauptstadt und die Teilrepublik Karakalpakistan.

Die Codes bestehen aus zwei Teilen, die durch einen Bindestrich voneinander getrennt sind. Der erste Teil gibt den Landescode gemäß ISO 3166-1 (für  Usbekistan UZ), der zweite den Code für die Provinz (Viloyati) wieder.
Die aktuellen Codes stehen auf der Seite der ISO unter #iso:code:3166:UZ zur Verfügung.

| Provinz                    | Code  |
| -------------------------- | ----- |
| Andijon                    | UZ-AN |
| Buxoro                     | UZ-BU |
| Fargʻona                   | UZ-FA |
| Jizzax                     | UZ-JI |
| Namangan                   | UZ-NG |
| Navoiy                     | UZ-NW |
| Qashqadaryo                | UZ-QA |
| Karakalpakistan (Republik) | UZ-QR |
| Samarqand                  | UZ-SA |
| Sirdaryo                   | UZ-SI |
| Surxondaryo                | UZ-SU |
| Taschkent (Hauptstadt)     | UZ-TK |
| Taschkent (Provinz)        | UZ-TO |
| Xorazm                     | UZ-XO |